# Phlebotomus chabaudi
Phlebotomus chabaudi är en tvåvingeart som beskrevs av Croset, Abonnenc och Rioux 1970. Phlebotomus chabaudi ingår i släktet Phlebotomus och familjen fjärilsmyggor. Inga underarter finns listade i Catalogue of Life.